# Abri de la Madeleine
Abri de la Madeleine – nawis skalny, znajdujący się nad brzegiem rzeki Vézère w pobliżu miejscowości Tursac we francuskim departamencie Dordogne. Stanowisko archeologiczne eponimiczne dla kultury magdaleńskiej. Od 22 października 1956 roku posiada status monument historique, w kategorii classé (zabytek o znaczeniu krajowym).
Stanowisko zostało odkryte i przebadane po raz pierwszy w 1863 roku przez É. Larteta i H. Christy’ego. Prace wykopaliskowe kontynuowali w latach 1921-1922 D. Peyrony i L. Capitan, a w późniejszych latach m.in. J.-M. Bouvier i inni.
W trakcie prac archeologicznych na stanowisku odkryto znaczną liczbę kości zwierzęcych oraz narzędzi kamiennych i kościanych (m.in. harpunów i noży). Wiele z artefaktów kościanych i kamiennych ozdobionych zostało rytami. Odnaleziono także szczątki ludzkie, w tym pochówek dziecka datowany metodą radiowęglową na 10 190 lat BP.

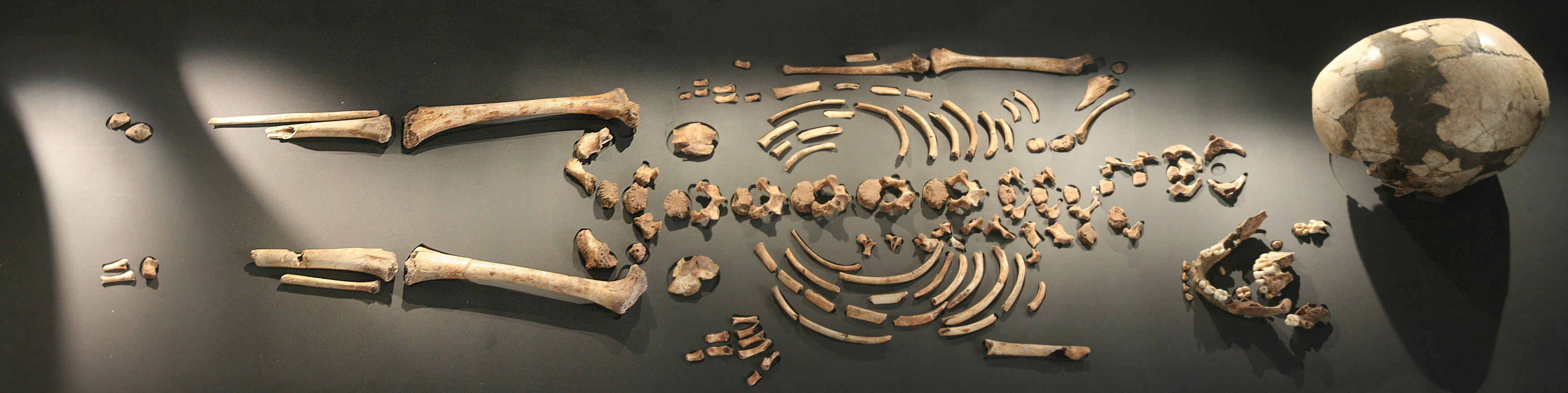
Pochówek dziecka
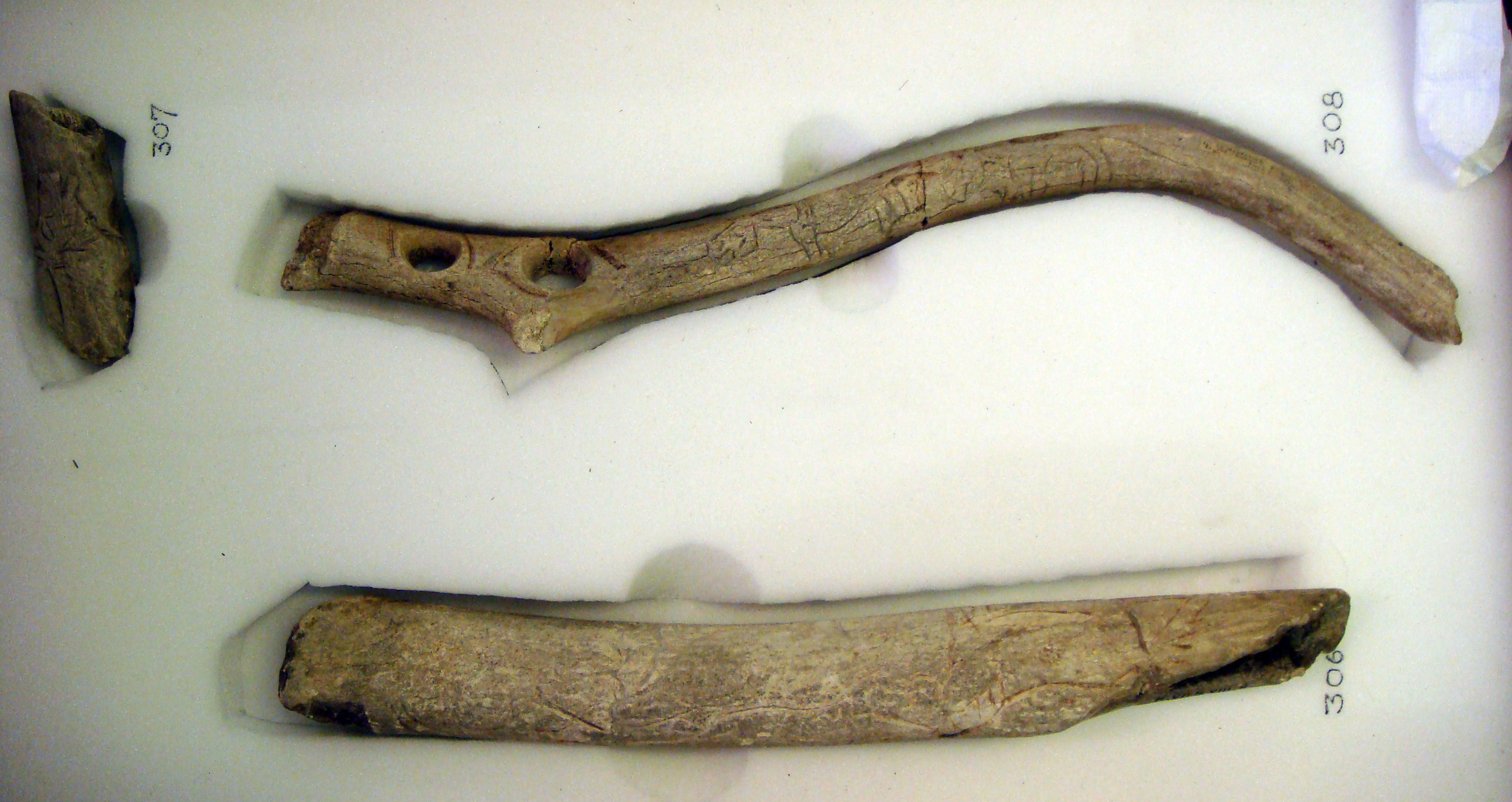
Rogi jelenia ozdobione rytami
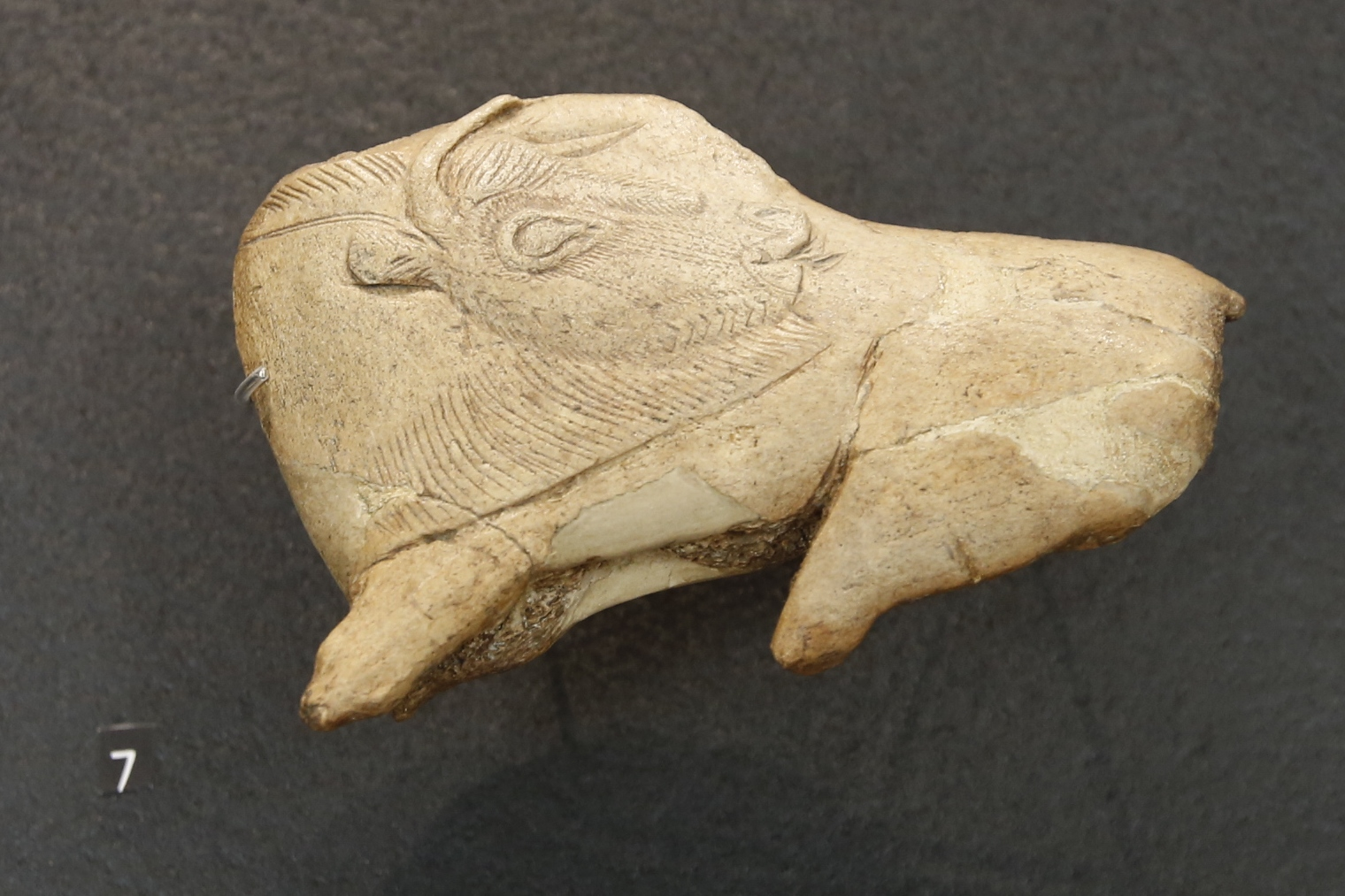
Wykonana w kości podobizna bizona
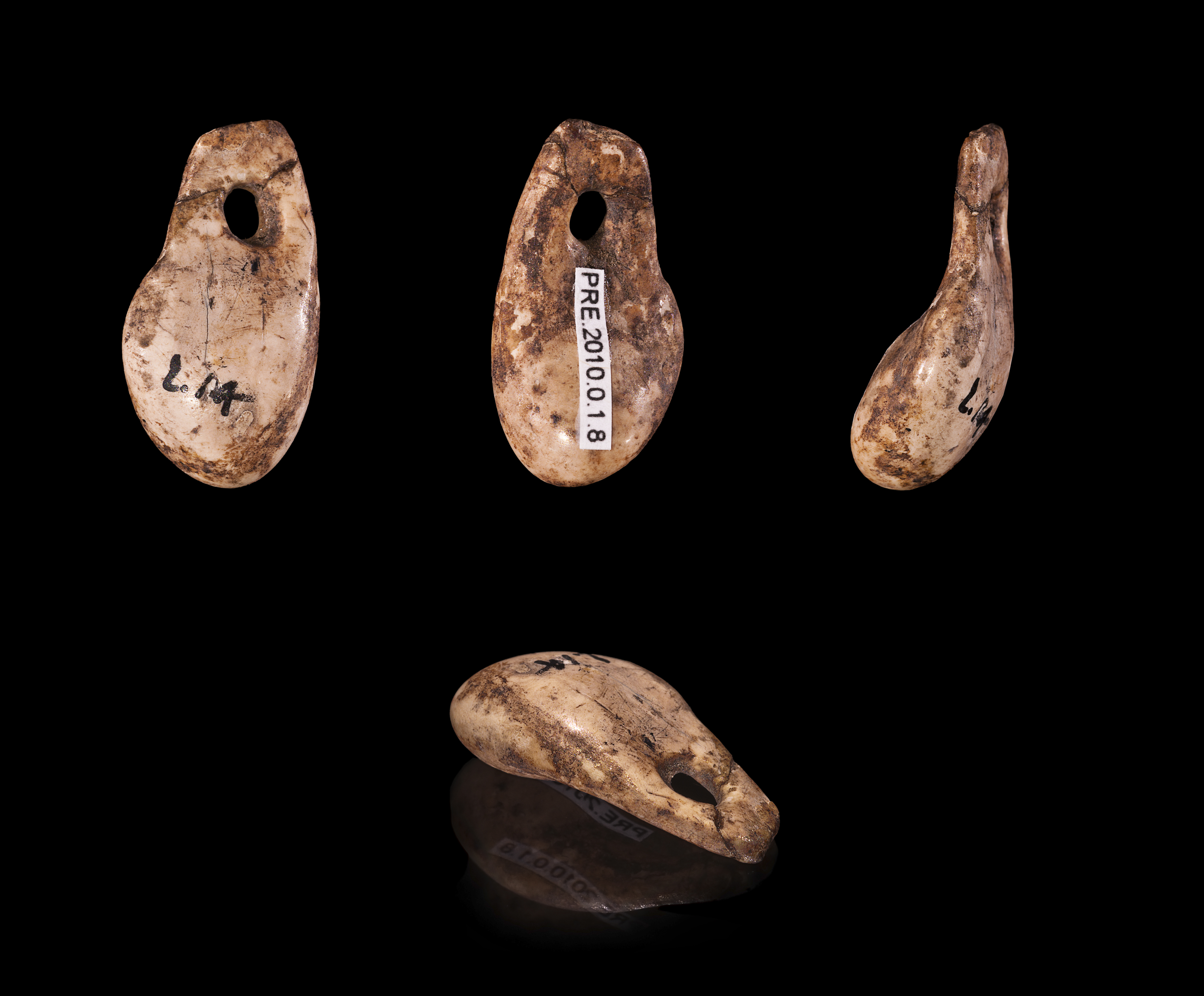
Paciorki z zębów jelenia